# Osteobrama neilli
Osteobrama neilli är en fiskart som först beskrevs av Day, 1873.  Osteobrama neilli ingår i släktet Osteobrama och familjen karpfiskar. IUCN kategoriserar arten globalt som livskraftig. Inga underarter finns listade i Catalogue of Life.